# 1843 in Italia

## Situazione italiana

### Assetto politico
La penisola è suddivisa in diversi stati, la cui sovranità è detenuta da monarchie assolute o, nel caso dello Stato Pontificio, da un governo teocratico. I principali stati sono:
* Regno Lombardo-Veneto: Sotto il diretto controllo dell'Impero Austriaco, rappresenta una delle regioni più sviluppate economicamente ma anche un focolaio di malcontento a causa della dominazione straniera.
* Regno di Sardegna: guidato da Carlo Alberto di Savoia della dinastia dei Savoia, è l'unico stato italiano a mantenere una relativa indipendenza dall'Austria e nutre ambizioni di espansione e unificazione nazionale.
* Granducato di Toscana: retto da Leopoldo II di Toscana, caratterizzato da un governo relativamente illuminato ma comunque assolutista.
* Ducato di Parma e Piacenza: governato da Maria Luigia d'Austria, vedova di Napoleone, con una forte influenza austriaca.
* Ducato di Modena e Reggio: sotto il dominio di Francesco V d'Austria-Este, strettamente legato alla casa imperiale austriaca.
* Stato Pontificio: esteso su una vasta area del centro Italia, è governato da papa Gregorio XVI come monarca assoluto, con un'amministrazione centralizzata e conservatrice.
* Regno delle Due Sicilie: comprendente il Mezzogiorno continentale e la Sicilia, è retto da Ferdinando II delle Due Sicilie della dinastia dei Borbone, in carica dal 1830, con un governo autoritario e una situazione socio-economica arretrata.
Altri stati sono: il ducato di Lucca, con Carlo Lodovico di Borbone-Parma e la Repubblica di San Marino.

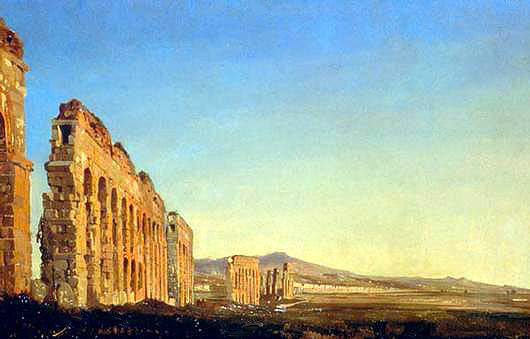
Ippolito Caffi, Acquedotto nella campagna romana nel 1843

## Avvenimenti
- 3 gennaio: prima esecuzione del Don Pasquale, opera buffa di Gaetano Donizetti Théâtre italienne di Parigi.
- 11 febbraio: al Teatro alla Scala di Milano viene rappresentata per la prima volta l'opera I Lombardi alla prima crociata di Giuseppe Verdi[1].
- 25 febbraio: al Teatro Re di Milano prima del Luigi V, re di Francia, di Alberto Mazzucato, su libretto di Felice Romani, già usato in precedenza da opera Ugo, Conte di Parigi di Gaetano Donizetti per l'opera Ugo, Conte di Parigi
- 5 giugno: la Maria di Rohan o Il Conte di Chalais, opera di Gaetano Donizetti, su libretto di Salvadore Cammarano, è rappresentata per la prima volta al Theater am Kärntnertor a Vienna.

- 20 dicembre: viene inaugurata la linea ferroviaria Napoli-Caserta, tratto della futura ferrovia Roma-Napoli.

- a Monza termina la costruzione del Collegio Bosisio[2].

- nasce il Cantiere navale di Ancona

- a Sorrento iniziano i lavori per la costruzione della chiesa di San Pietro a Mele. La chiesa precedente era stata demolita per permettere i lavori di ampliamento della strada tra Sant'Agnello e Sorrento.

## Cultura

### Musei
- a Trieste è inaugurato il Civico Museo di storia e arte intitolato a Johann Joachim Winckelmann[3]

### Saggi
- Carlo Rocco pubblica "Considerazioni sopra l'analisi geometrica".
- a Milano Giuseppe Canziani pubblica "Alcune considerazioni di publica igiene intorno all'idrofobia".